# 蘇州 (古代)
蘇州（そしゅう）は、中国にかつて存在した州。唐代から北宋にかけて、現在の江蘇省蘇州市一帯に設置された。

## 概要
621年（武徳4年）、唐が李子通を平定すると、呉郡は蘇州と改められた。742年（天宝元年）、蘇州は呉郡と改称された。758年（乾元元年）、呉郡は蘇州の称にもどされた。蘇州は江南東道に属し、呉・長洲・崑山・常熟・嘉興・海塩の6県を管轄した。
978年（太平興国3年）、北宋により蘇州に平江軍節度が置かれた。1113年（政和3年）、蘇州は平江府に昇格した。平江府は両浙路に属し、呉・長洲・崑山・常熟・呉江・嘉定の6県を管轄した。
1276年（至元13年）、元により平江府は平江路と改められた。平江路は江浙等処行中書省に属し、録事司と呉県・長洲県と崑山州・常熟州・呉江州・嘉定州の1司2県4州を管轄した。1367年、朱元璋により平江路は蘇州府と改められた。
明のとき、蘇州府は南直隷に属し、呉・長洲・崑山・常熟・呉江・嘉定・崇明と太倉州の1州7県を管轄した。
清のとき、蘇州府は江蘇省に属し、呉・長洲・元和・崑山・新陽・常熟・昭文・呉江・震沢の9県を管轄した。
1913年、中華民国により蘇州府は廃止された。